# Конвент (христианство)

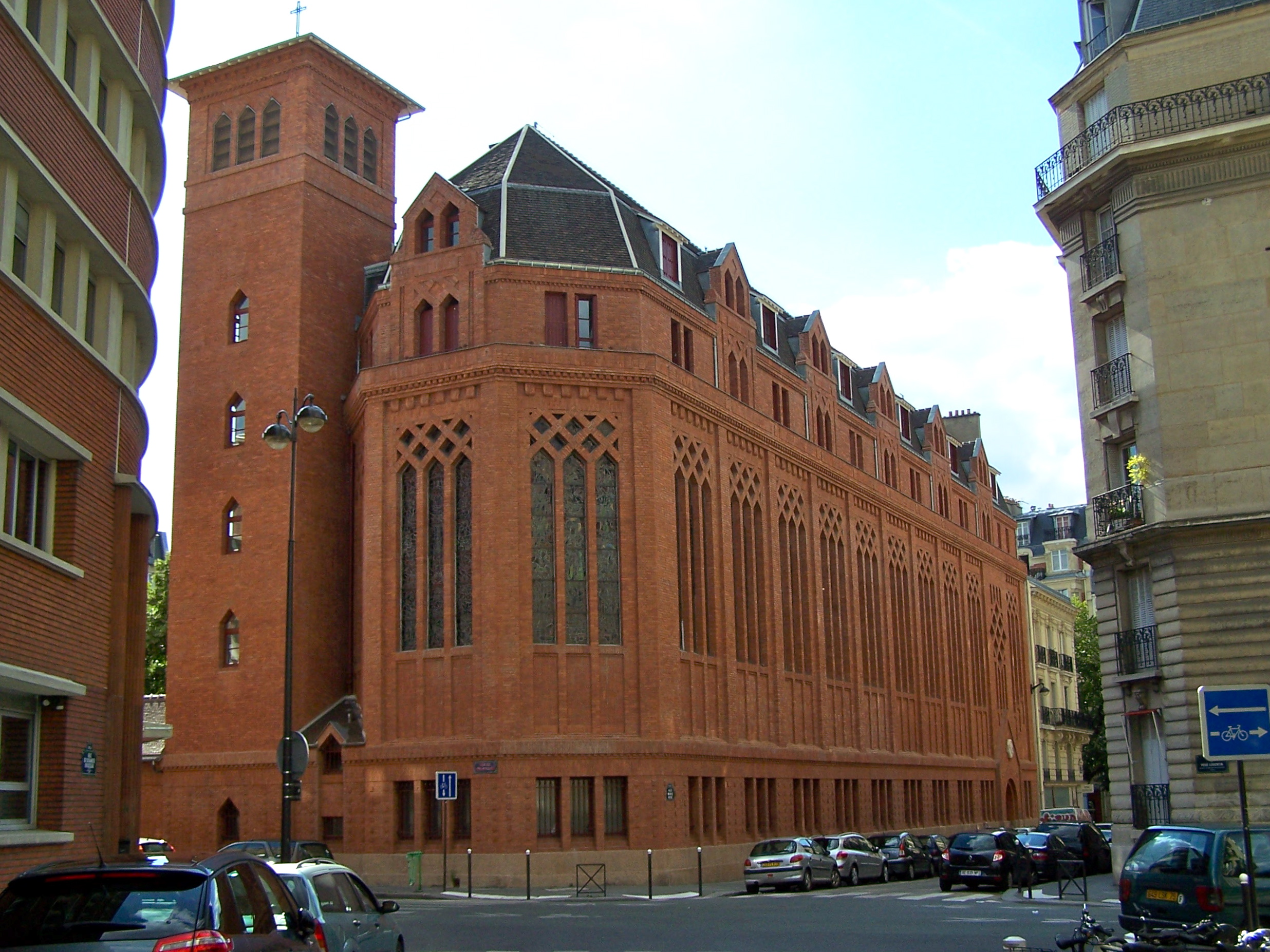
Конвент францисканцев в Париже, Франция

Конве́нт (лат. conventus — «собрание») — в Католической церкви — наименование общины монахов и каноников и именование монастырей в некоторых монашеских орденах. Иногда слово «конвент» употребляется как полный синоним слова «монастырь», что неверно, так как конвент обладает рядом отличительных особенностей.

## История
Латинское слово conventus происходит от глагола convenire — «сходиться, собираться», которое в свою очередь является префиксальным дериватом от глагола venire — «приходить, приезжать». На римском юридическом языке так называлось время, которое магистрат назначал для судебного разбирательства, равно как и само заседание, и место, где оно происходило. Из римского юридического языка слово конвент перешло в церковный.
В период поздней Античности и в средние века слово «конвент» могло использоваться в различных значениях — так обозначались собрание верующих, провинциальные и диоцензальные синоды. В Вестготском королевстве на территории Испании конвентами называлась территория, подчинявшаяся непосредственно епископу, в то время как территории отдельных приходов именовались диоцезами. Во времена Каролингов термином конвент обозначались собрания церковных иерархов и знати, а также церковные соборы и судебные заседания. Этим же термином обозначали общину монастыря, которая порой описывалась как «аббат (или приор) с конвентом».

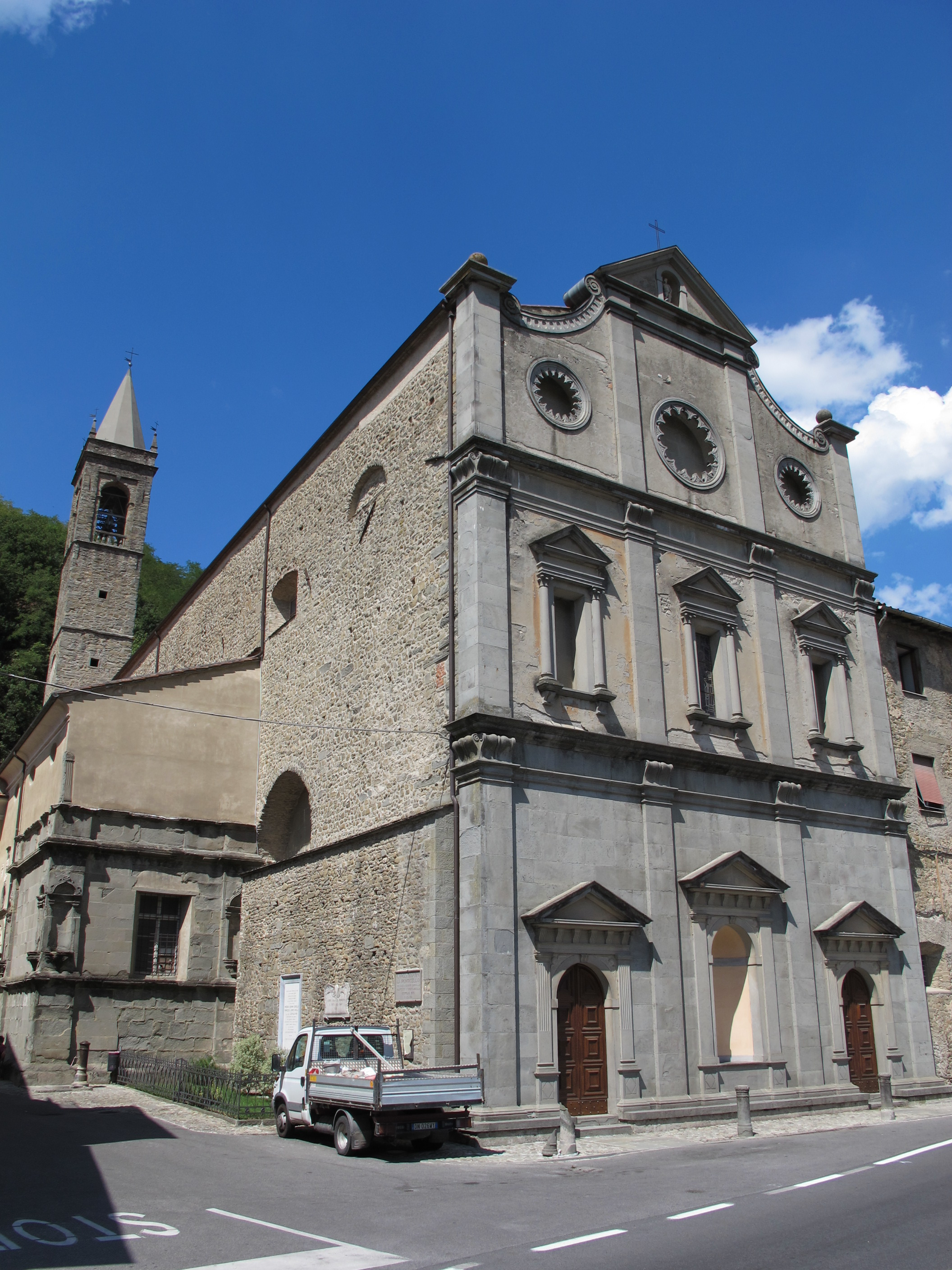
Конвент августинцев в Понтремоли, Италия.

Начиная с XI века конвентом начали называть не только общность монахов, но и здание самого монастыря — сперва в Италии, а с XII века и во Франции. У бенедиктинцев, премонстрантов, августинцев конвентами называли монастыри с достаточным количеством монахов или каноников для совершения всех богослужений.
Поскольку с 1236 по 1252 год францисканцы открыли множество учебных заведений или кафедр при университетах (в Париже, Оксфорде, Болонье, Неаполе, Дижоне и Кембридже), начиная с XIII века конвентами в некоторых университетах стали называться также собрание профессоров и экзамен на степень доктора.
С 40-х годов XIII века конвентом стали именовать общины францисканцев в городах, не связанные местом постоянного жительства и служения. Позднее такое же название распространилось на другие нищенствующие ордена. В 1517 году в результате споров о формах монашеской жизни францисканцы поделились на конвентуалов и обсервантов. На Тридентском соборе 1545 года конвенты были поделены на «большие» (лат. conventus major), в которых насчитывалось не менее 12 монахов, и «малые» (лат. conventus minor). В «Кодексах канонического права» 1917 и 1983 годов термин «конвент» не употребляется.

## Употребление термина
В русском языке слово «конвент» в значении «монастырь» встречается с петровского времени (впервые отмечено в «Архиве князя Куракина»: «тут же доминиканскій конвент и два костела»). В словарях впервые зафиксировано в словаре Яновского в 1803 году. Слово конвент употребляется исключительно применительно к мужским монастырям, и никогда — к женским. В то время, как в некоторых западноевропейских языках (английском, итальянском и других) слово «конвент» может употребляться также применительно к восточным православным монастырям, в русском языке этот термин используется исключительно применительно к католическим обителям.

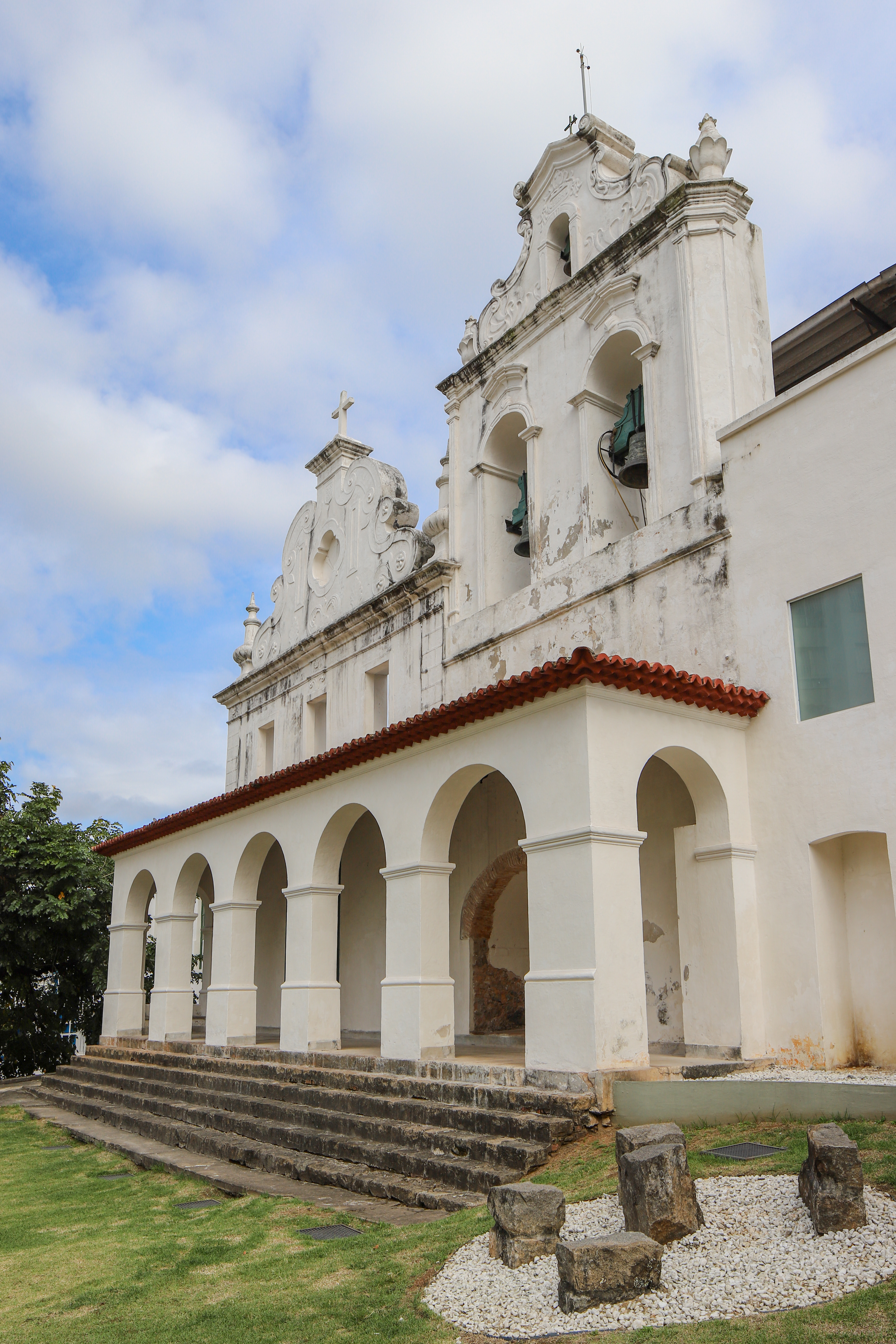
Конвент францисканцев в Витории, Бразилия.